# Yuta Mikado
Yuta Mikado (三門 雄大, Mikado Yuta) est un footballeur japonais né le 26 décembre 1986. Il évolue au poste de milieu de terrain.